# Certyfikat kompetencji zawodowych w transporcie drogowym
Certyfikat kompetencji zawodowych w transporcie drogowym – dokument potwierdzający posiadanie kwalifikacji i wiedzy niezbędnej do podjęcia i wykonywania działalności gospodarczej w zakresie transportu drogowego. Aby uzyskać licencje uprawniające do wykonywania działalności gospodarczej w zakresie krajowego albo międzynarodowego transportu rzeczy albo osób, przynajmniej jedna z osób zarządzających przedsiębiorstwem lub osoba zarządzająca w przedsiębiorstwie transportem drogowym musi posiadać certyfikat kompetencji zawodowych. Osoba posiadająca Certyfikat Kompetencji Zawodowych może zasiadać na stanowisku zarządzającego transportem w nie więcej niż czterech podmiotach gospodarczych, a jednocześnie połączona flota pojazdów we wszystkich przedsiębiorstwach, w których występuje ta sama osoba zarządzająca, nie może przekroczyć 50 pojazdów.

## Certyfikat Kompetencji Zawodowych – otoczenie prawne
Certyfikację kompetencji zawodowych w transporcie drogowym w Polsce regulują następujące akty prawne:
- Rozporządzenie Parlamentu Europejskiego i Rady (WE) NR 1071/2009 z dnia 21 października 2009 r. ustanawiające wspólne zasady dotyczące warunków wykonywania zawodu przewoźnika drogowego i uchylające dyrektywę Rady 96/26/WE
- Ustawa z dnia 6 września 2001 r. o transporcie drogowym (Dz.U. z 2024 r. poz. 1539)
- Rozporządzenie Ministra Infrastruktury i Budownictwa z dnia 22 czerwca 2017 r. w sprawie przeprowadzenia procesu certyfikacji kompetencji zawodowych w transporcie drogowym oraz zabezpieczenia certyfikatu kompetencji zawodowych
- Rozporządzenie Ministra Transportu, Budownictwa i Gospodarki Morskiej z dnia 6 sierpnia 2013 r. w sprawie wysokości opłat za czynności administracyjne związane z wykonywaniem przewozu drogowego oraz za egzaminowanie i wydanie certyfikatu kompetencji zawodowych.

## Regulaminegzaminowania
Szczegółowe wytyczne dotyczące zasad egzaminowania określa regulamin przeprowadzania egzaminu na certyfikat kompetencji zawodowych w transporcie drogowym, który jest zatwierdzany przez Ministra Infrastruktury. Aktualnie obowiązujący regulamin został opublikowany w zarządzeniu nr 1 Ministra Infrastruktury z dnia 18 stycznia 2019 r. w sprawie zatwierdzenia Regulaminu przeprowadzenia egzaminu na certyfikat kompetencji zawodowych w transporcie drogowym.
Regulamin określa:
- przepisy ogólne;
- wzory wniosków o wydanie Certyfikatu Kompetencji Zawodowych w transporcie drogowym oraz warunki przeprowadzenia egzaminu pisemnego;
- zasady przeprowadzania egzaminu oraz zadania komisji egzaminacyjnej;
- zasady planowania egzaminów;
- sposób dokonywania opłaty za egzamin i wydanie certyfikatu kompetencji zawodowych w transporcie drogowym oraz koszty przeprowadzenia egzaminu;
- zasady wynagradzania członków komisji egzaminacyjnej;
- sposób przechowywania Protokołów z przeprowadzonych egzaminów oraz prowadzenia rejestru wydawanych certyfikatów kompetencji zawodowych w transporcie drogowym;
- dostęp do informacji o procedurze certyfikacji;
- informacje dotyczące możliwości składania skarg i odwołań.

## Jednostkacertyfikująca
Zgodnie z rozporządzeniem Ministra Infrastruktury i Budownictwa z dnia 22 czerwca 2017 r. w sprawie przeprowadzenia procesu certyfikacji kompetencji zawodowych w transporcie drogowym oraz zabezpieczenia certyfikatu kompetencji zawodowych (Dz.U. z 2017 r. poz. 1352). Jednostką, przy której działają komisje egzaminacyjne jest Instytut Transportu Samochodowego w Warszawie (ITS). ITS na podstawie nadanych uprawnień jest instytucją odpowiedzialną za prowadzenie certyfikacji. Siedziba Instytutu mieści się przy ulicy Jagiellońskiej 80.

## Egzamin – podstawowe informacje
Warunki dopuszczenia do egzaminu na certyfikat kompetencji zawodowych określa Regulamin. W celu przystąpienia do egzaminu na certyfikatu kompetencji zawodowych w transporcie drogowym należy złożyć do Instytutu następujące dokumenty:
- wypełniony wniosek;
- oświadczenia o świadomości zagrożenia wynikającego z sytuacji epidemicznej (procedura tymczasowa);
- kopię potwierdzenia wpłaty za egzamin i certyfikat.

Egzamin podzielony jest na dwie części, na każdą z nich przewidziane jest 2 godziny:
- Test wielokrotnego wyboru – 64 pytania zamknięte.
- 2 zadania problemowe – otwarte.

Wysokość opłat zawarta jest w rozporządzeniu Ministra Transportu, Budownictwa i Gospodarki Morskiej z dnia 6 sierpnia 2013 r. w sprawie wysokości opłat za czynności administracyjne związane z wykonywaniem przewozu drogowego oraz egzaminowanie i wydanie certyfikatu kompetencji zawodowych. Zgodnie z jego treścią:
Zaliczenie egzaminu na Certyfikat Kompetencji Zawodowych następuje po spełnieniu jednocześnie dwóch warunków:
- należy uzyskać co najmniej 50% punktów z każdej z części – odpowiedzieć poprawnie na minimum 32 pytania testowe oraz uzyskać minimum 32 punkty z części otwartej;
- należy uzyskać co najmniej 60% punktów z całości egzaminu tj. minimum 77 punktów.

Przewiduje się możliwość zwolnienia z części teoretycznej egzaminu, w przypadku gdy osoba egzaminowana ukończyła studia drugiego stopnia, jednolite studia magisterskie lub studia podyplomowe, których program obejmuje zagadnienia wymienione w załączniku I do rozporządzenia Parlamentu Europejskiego i Rady (WE) nr 1071/2009. W przypadku, gdy program studiów obejmował tylko część zagadnień, istnieje możliwość zwolnienia z pokrywających się modułów na teście pisemnym.

## Zakres wymaganej wiedzy
Katalog pytań i katalog zadań, a także pytania i zadania zawarte w indywidualnych zestawach egzaminacyjnych nie stanowią informacji publicznej. Zakres zagadnień objętych egzaminem na certyfikat kompetencji zawodowych określa załącznik I do rozporządzenia Parlamentu Europejskiego i Rady (WE) Nr 1071/2009.
Zgodnie z obowiązującymi przepisami, osoba przystępująca do egzaminu powinna wykazać się wiedzą z niżej wyszczególnionych grup tematycznych, a w szczególności:
1. prawo cywilne
2. prawo handlowe
3. prawo socjalne
4. prawo podatkowe
5. działalność gospodarcza i zarządzanie finansami przedsiębiorstwa
6. dostęp do rynku
7. normy techniczne i techniczne aspekty działalności
8. bezpieczeństwo drogowe.

## Komisjaegzaminacyjna
Komisja egzaminacyjna składa się z przewodniczącego wyznaczanego przez ministra właściwego do spraw transportu spośród osób zatrudnionych w komórce właściwej do spraw transportu drogowego urzędu obsługującego tego ministra, posiadającego ukończone studia drugiego stopnia lub jednolite studia magisterskie i co najmniej 5-letni staż pracy w administracji publicznej na stanowisku związanym z transportem drogowym, oraz dwóch członków wyznaczanych przez kierownika jednostki, przy której działają komisje egzaminacyjne, po jednym spośród osób zatrudnionych w tej jednostce oraz spośród przedstawicieli polskich organizacji działających na rzecz transportu drogowego.